# Dromaeolus elateroides
Dromaeolus elateroides är en skalbaggsart som beskrevs av Sharp 1908. Dromaeolus elateroides ingår i släktet Dromaeolus och familjen halvknäppare. Inga underarter finns listade i Catalogue of Life.